# カスビのブガンダ歴代国王の墓
カスビのブガンダ歴代国王の墓（カスビのブガンダれきだいこくおうのはか）は、ウガンダのカンパラ県内にあるユネスコ世界遺産登録物件。19世紀後半以降のブガンダ王国の歴代国王4人が葬られている墓所を中心としている。この墓所は、ガンダ族にとっての伝統的な拠り所となっている。

## 概要
19世紀半ばにブガンダ王国の王（カバカ、Kabaka）であったムテサ1世 (Mutesa I) は、1882年に現在のウガンダの首都カンパラの北西3kmに位置するカスビの丘に、木、レンガ、ヨシなどで造営された茅葺屋根の宮殿を建てた。2年後に彼が歿すると、宮殿はそのまま彼の墓所となった。
彼の後を継いだムワンガ2世 (Mwanga II) も、20世紀初頭に歿したあと、同じ場所に葬られた。これは、初代キントゥ・カト (Kintu Kato) 以来、ブガンダ王国では一人の王にひとつの墓所があてがわれていたことからすると、異例のことであった。
その後を継いだダウディ・クワ2世（Daudi Cwa II, 1896年 - 1939年）も、その後を継いだブガンダ最後の王にしてウガンダ初代大統領ムテサ2世（1924年 - 1969年）も、死後、やはりこの墓所に葬られた。
この歴代の王たちの縁者も周辺に葬られている。一帯の墓域の境界は樹皮布の原料であるイチジク属のFicus natalensisの木々により示された。
2010年3月16日、火災で旧宮殿が焼失したことが判明した。原因は不明だが、政府による放火の可能性があると一部の住民が主張している。

## 世界遺産
世界遺産の登録対象は、カスビの丘の頂上にある旧宮殿を中心とする約27haで、丘の斜面の農業地域なども対象にはなっている。ただし、文化遺産としてのカテゴリーは単なる「サイト」であって、「文化的景観」にはカテゴライズされていない。

### 登録基準
この世界遺産は世界遺産登録基準のうち、以下の条件を満たし、登録された（以下の基準は世界遺産センター公表の登録基準からの翻訳、引用である）。
- (1) 人類の創造的才能を表現する傑作。
- (3) 現存するまたは消滅した文化的伝統または文明の、唯一のまたは少なくとも稀な証拠。
- (4) 人類の歴史上重要な時代を例証する建築様式、建築物群、技術の集積または景観の優れた例。
- (6) 顕著で普遍的な意義を有する出来事、現存する伝統、思想、信仰または芸術的、文学的作品と直接にまたは明白に関連するもの（この基準は他の基準と組み合わせて用いるのが望ましいと世界遺産委員会は考えている）。

### 危機遺産
旧宮殿の焼失を受け、2010年の第34回世界遺産委員会で危機にさらされている世界遺産リスト（危機遺産リスト）への登録が行われた。2023年、再建や再発防止体制の整備を踏まえて、危機遺産リストから除去された。